# Eupsilia kurenzovi
Eupsilia kurenzovi là một loài bướm đêm trong họ Noctuidae.